# Kustaa Pihlajamäki

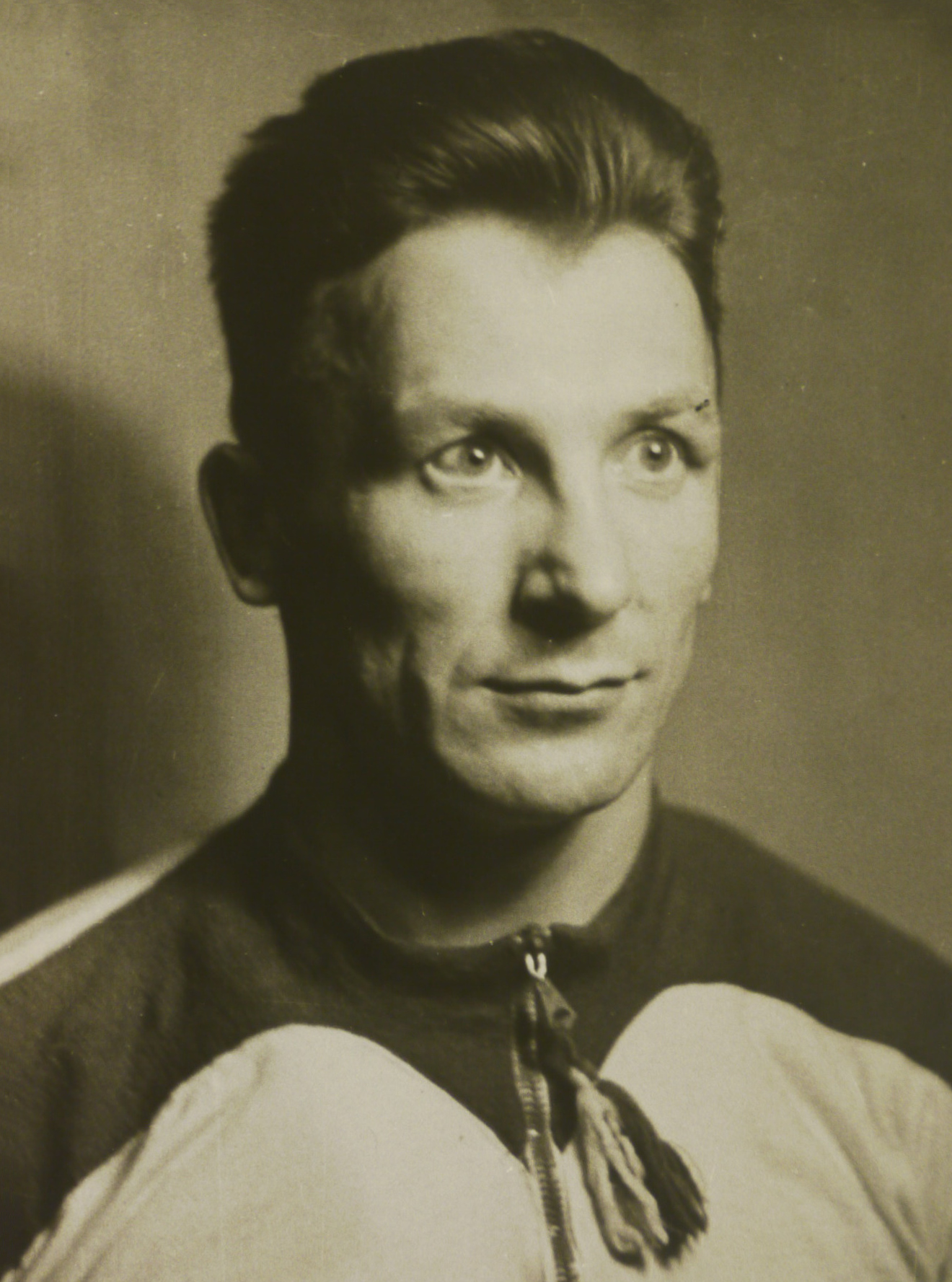
Kustaa Pihlajamäki.

Kustaa Kustaanpoika Pihlajamäki, född 7 april 1902 i Nurmo, död 10 februari 1944 i Helsingfors, var en finländsk brottare.
Pihlajamäki erövrade två olympiska guldmedaljer (1924, bantamvikt, och 1936, fjädervikt) och en silvermedalj (1928, fjädervikt). Han vann även två europamästerskap och 16 finländska mästerskap i fristil samt sju europamästerskap och 13 finländska mästerskap i grekisk-romersk stil. Även hans kusin Hermanni Pihlajamäki blev olympisk guldmedaljör i brottning.